# Загора (община Котор)
Загора (на сръбски: Загора) е село в Черна гора, разположено в община Котор. Населението му според преброяването през 2011 г. е 35 души.

## Население
Численост на населението според преброяванията през годините:
- 1948 – 169 души
- 1953 – 169 души
- 1961 – 172 души
- 1971 – 149 души
- 1981 – 76 души
- 1991 – 36 души
- 2003 – 48 души
- 2011 – 35 души